# Bad Harzburg
Bad Harzburg is een gemeente in de Duitse deelstaat Nedersaksen, gelegen in het Landkreis Goslar. De stad telt 21.820 inwoners.

## Geografie
Bad Harzburg heeft een oppervlakte van 65,39 km² en ligt in het noorden van Duitsland. De hoogte varieert van 180-555m. De gemeente ligt op de grens van de voormalige DDR. Vanuit het Nationaal Park Harz stroomt het riviertje de Radau door de stad.

## Klimaat

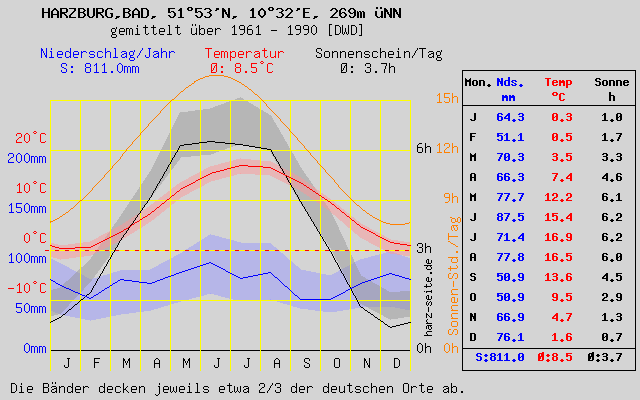
Klimaat van Bad Harzburg

Bad Harzburg bevindt zich in een op de rand van een bergklimaat, met nadrukkelijke lokale eigenschappen doordat het aan de loefzijde ligt van de Harz. Als gevolg hiervan is het klimaat voor Duitsland relatief nat en koel.

## Sport en recreatie
Deze plaats is gelegen aan de Europese wandelroute E11, die loopt van Den Haag naar Tallinn. Ter plaatse komt de route vanuit het westen uit Goslar, en vervolgt oostwaarts naar Ilsenburg

## Galerij

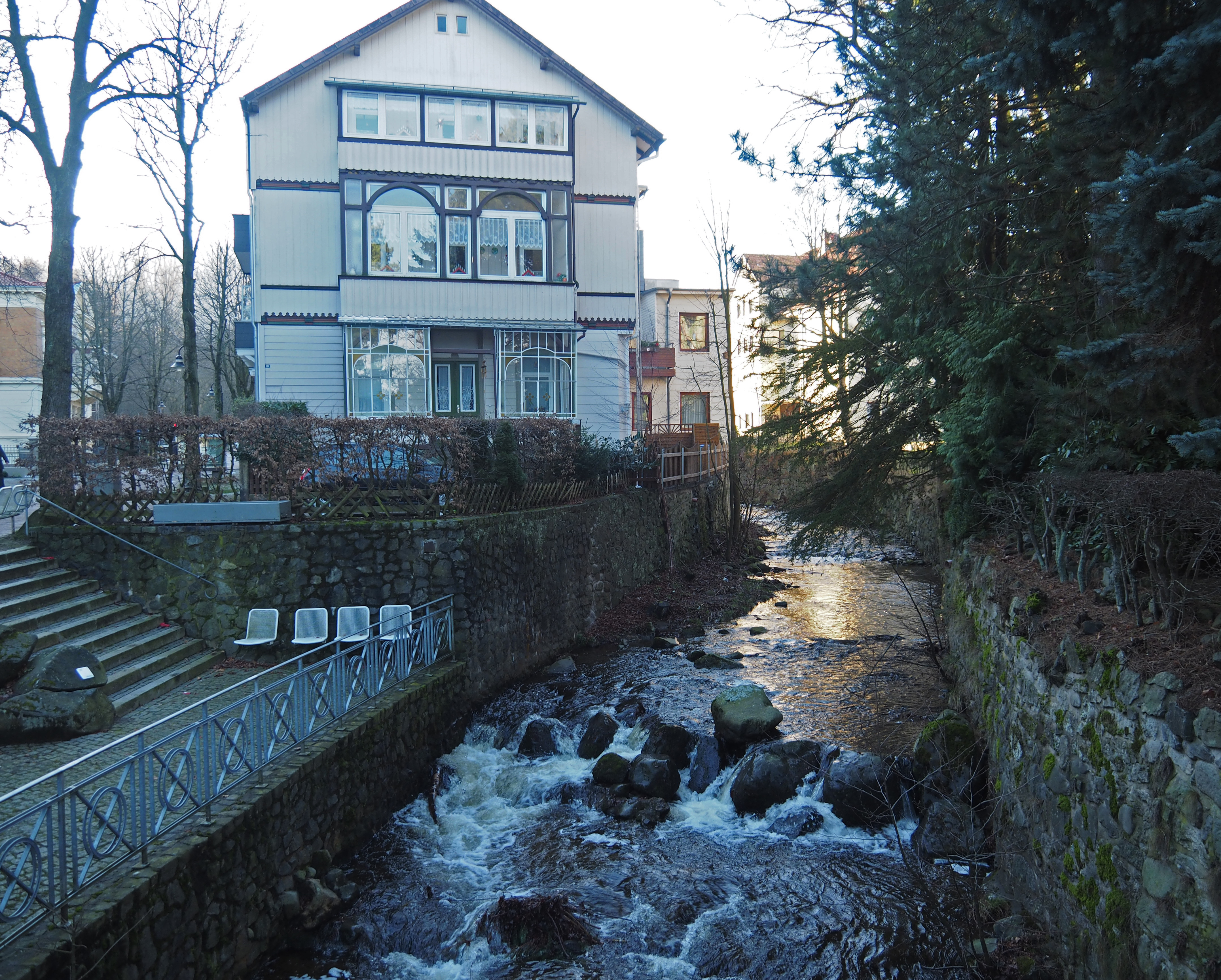
De Radau in Bad Harzburg
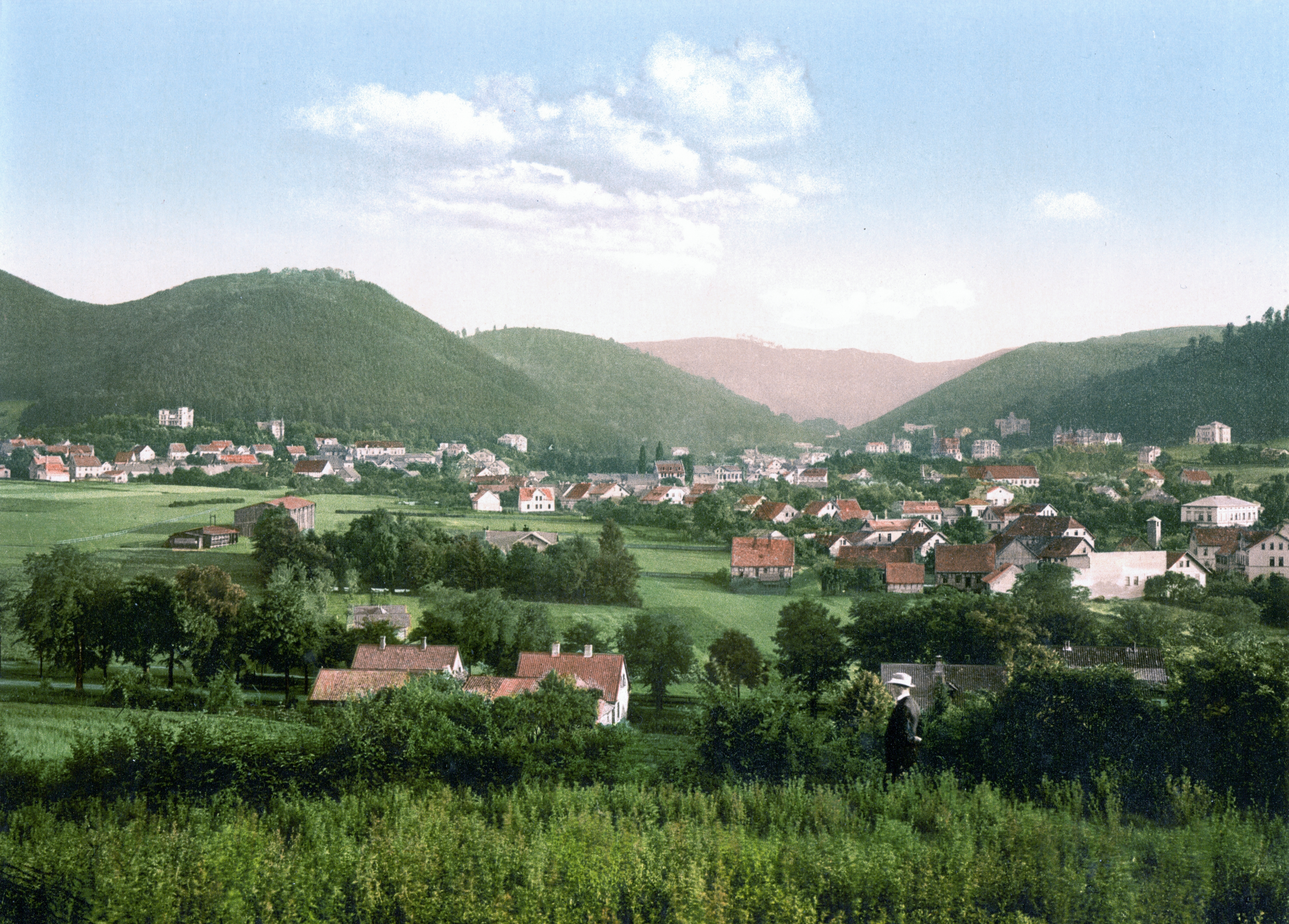
Bad Harzburg omstreeks 1900
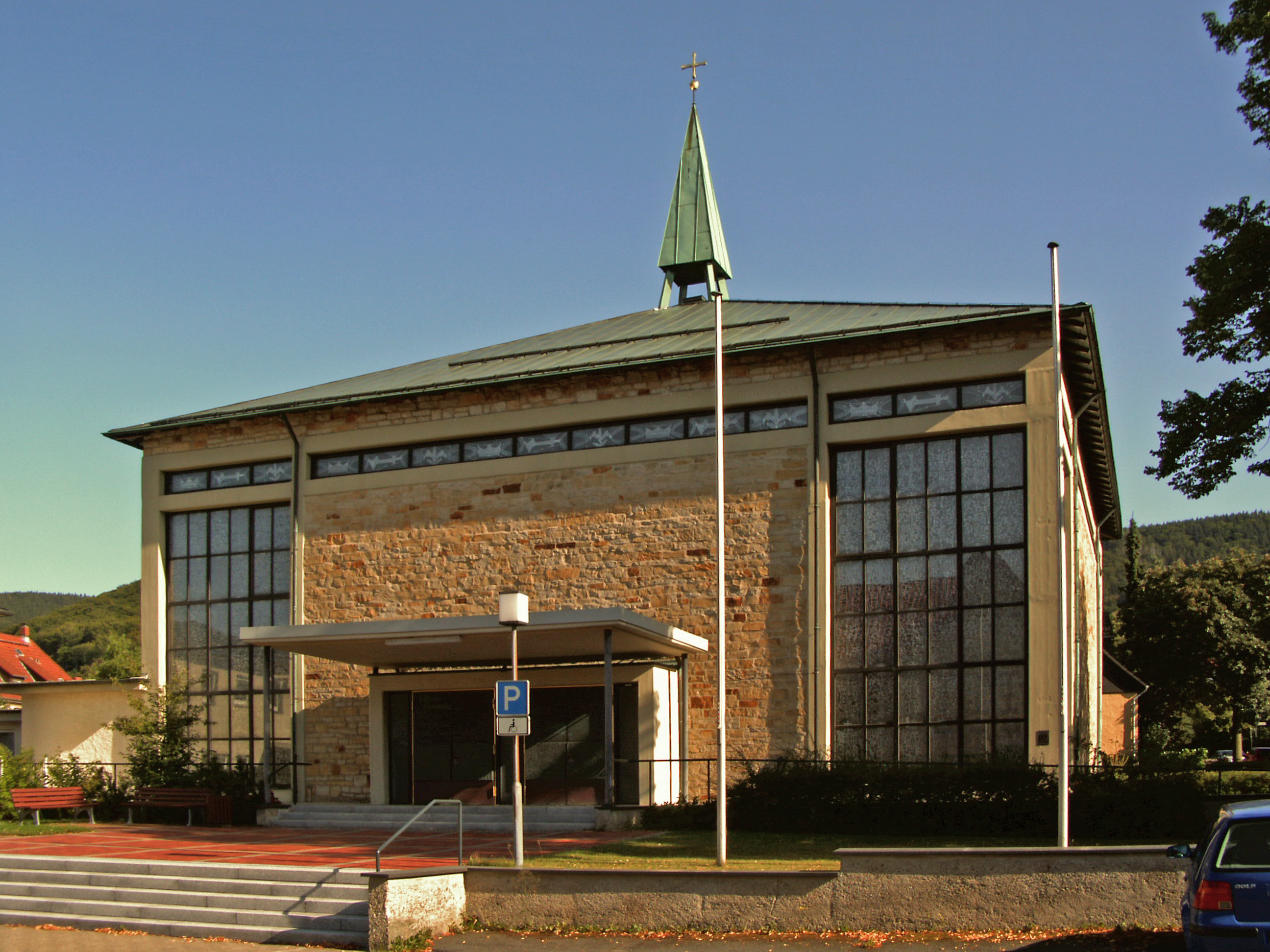
De Lieve Vrouwenkerk
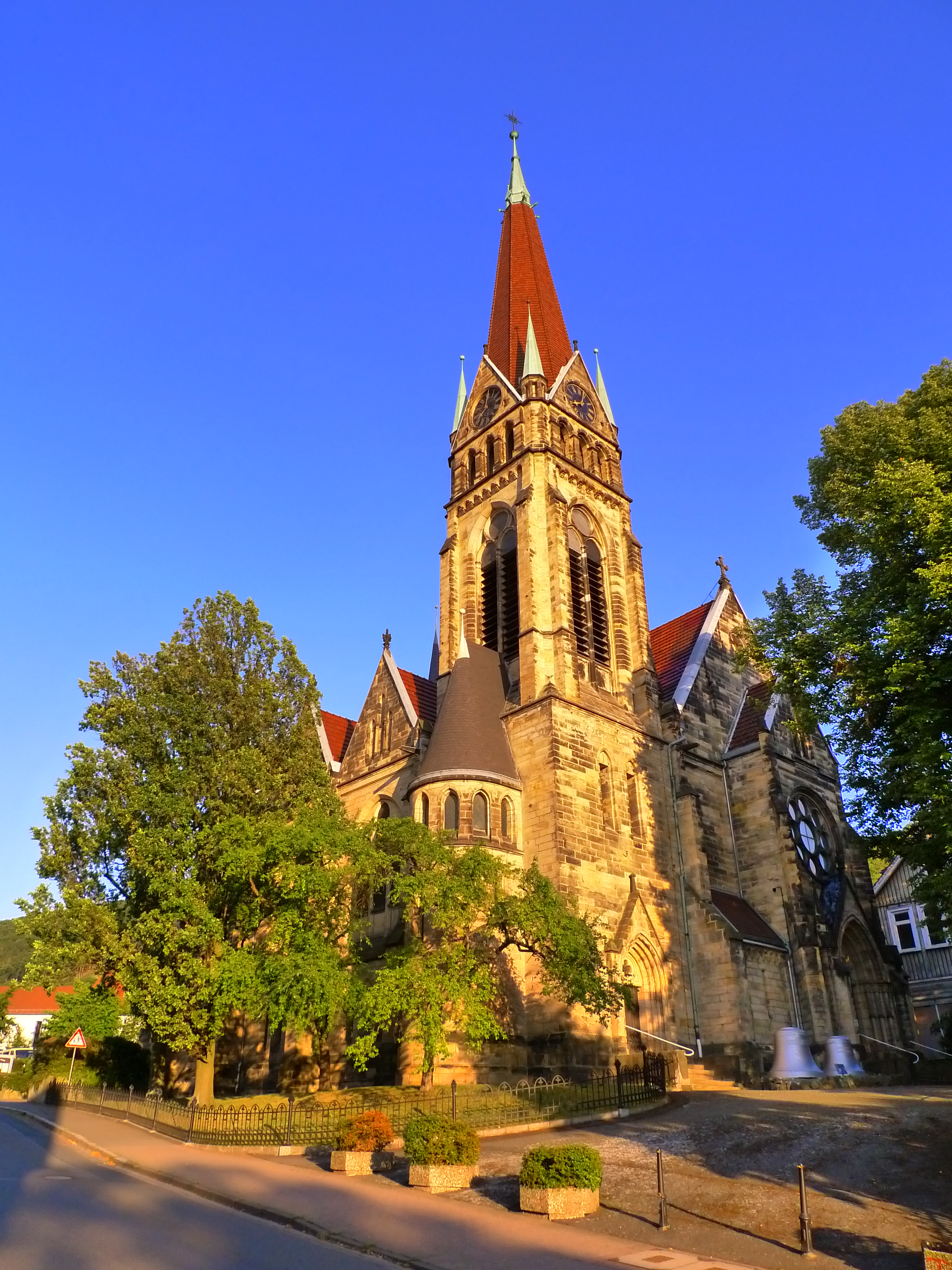
Lutherkerk